# Villefranche-sur-Mer
Villefranche-sur-Mer [vilfʁɑ̃ʃ syʁ mɛʁ] (Nissart Vilafranca de Mar, italienisch Villafranca bzw. Villafranca Marittima) ist eine französische Stadt und Gemeinde mit 5.012 Einwohnern (Stand 1. Januar 2022) an der Mittelmeerküste (Côte d’Azur) im Département Alpes-Maritimes in der Region Provence-Alpes-Côte d’Azur. Sie ist Mitglied des Gemeindeverbands Métropole Nice Côte d’Azur.

## Geografie
Villefranche-sur-Mer liegt unmittelbar an der französischen Riviera, sechs Kilometer östlich von Nizza und zehn Kilometer westlich des Fürstentums Monaco.

## Geschichte
Der Küstenabschnitt wurde bereits von den Ligurern besiedelt. Er diente in der Antike den Griechen und den Römern als Hafen und wurde durch eine Abzweigung der Via Aurelia erschlossen. Der damalige Name des Hafens lautete Olivula Portus.
Im Mittelalter gehörte der Ort dem Lotharii Regnum an. Nach wiederholten Überfällen zogen sich die Bewohner ins bergige Hinterland zurück, in dem sie eine neue Siedlung namens Montolivo gründeten. 1295 ermutigte Karl II., Herrscher über die Provence aus dem Haus Anjou, deren Bewohner dazu, an die Küste zurückzukehren, weil er den strategischen Nutzen eines Hafens an der Grenze seines Territoriums für wichtig erachtete, und gewährte ihnen dafür Steuerfreiheit. Die neue Siedlung wurde deshalb Villa Franca genannt. Ab 1388 gehörte das Gebiet zur Grafschaft Savoyen (ab 1416 Herzogtum). Zwischen 1720 und 1820 wurde es mehrfach von Frankreich okkupiert, bevor es 1860 zusammen mit der Grafschaft Nizza endgültig Teil des französischen Staates wurde. 
1886 gründete Aleksei Korotnev im Ort ein zoologisches Institut. Zu Beginn des 20. Jahrhunderts übte die italienische Konsularagentur eine enge Kontrolle über die ansässigen italienischen Arbeiter aus.
Die Bucht von Villefranche-sur-Mer beherbergte nach dem Zweiten Weltkrieg bis 1962 die Sechste Flotte der Vereinigten Staaten. Heute ist Villefranche der größte Kreuzfahrthafen Frankreichs. Bis 1988 hieß der Ort Villefranche-sur-Mer amtlich Villefranche.

## Bevölkerungsentwicklung
| Jahr      | 1962  | 1968  | 1975  | 1982  | 1990  | 1999  | 2006  | 2016  |
| --------- | ----- | ----- | ----- | ----- | ----- | ----- | ----- | ----- |
| Einwohner | 5.953 | 6.790 | 7.200 | 7.363 | 8.080 | 6.833 | 6.649 | 5.098 |

## Sehenswürdigkeiten
- Zitadelle mit Museum: Skulpturen des Bildhauers Antoniucci Volti, Sammlung und Bilder des Künstlerpaares Christine Boumeester und Henri Goetz
- Kapelle Saint-Pierre: der Innenraum wurde 1957 von Jean Cocteau ausgemalt; liegt am Hafen
- Rue Obscure: eine vollkommen mit Häusern überbaute Straße; der Zugang zur Rue Obscure befindet sich von der Hafenpromenade aus links neben dem Restaurant L’Oursin bleu
- Villa Leopolda, 2700 Quadratmeter große Prominentenvilla im Stil der Belle Époque
- Hafen: Villefranche ist heute der größte Kreuzfahrthafen des Landes.
- Observatoire Océanologique, früher auch genannt Station Zoologique oder Station Marine, heute sind dies Teilbereiche des Observatoire

## Städtepartnerschaften
Partnerstädte von Villefranche sind:
- Bordighera in Ligurien (Italien), seit 1956
- Nieuwpoort in Flandern (Belgien), seit 1959
- Reiskirchen in Hessen (Deutschland), seit 1975
- Villafranca d’Asti im Piemont (Italien), seit 1979
- Plan-les-Ouates im Kanton Genf (Schweiz), seit 1983

## Persönlichkeiten
- Léon Rossi (1923–2007), Fußballspieler und -trainer
- Yves Giraud (1937–2008), Romanist und Literaturwissenschaftler
- Michel Ocelot (* 1943), Trickfilmmacher
- Tina Turner (1939–2023), US-amerikanisch-schweizerische Sängerin

## Trivia
Im Keller der Gründerzeitvilla Villa Nellcôte in Villefranche-sur-Mer, 10 Avenue Louise Bordes, entstanden die meisten Lieder für das Musikalbum Exile on Main St der Musikergruppe Rolling Stones.
Der Film Die große Liebe meines Lebens aus dem Jahr 1957 mit Deborah Kerr und Cary Grant in den Hauptrollen wurde teilweise in Villefranche-sur-Mer gedreht.

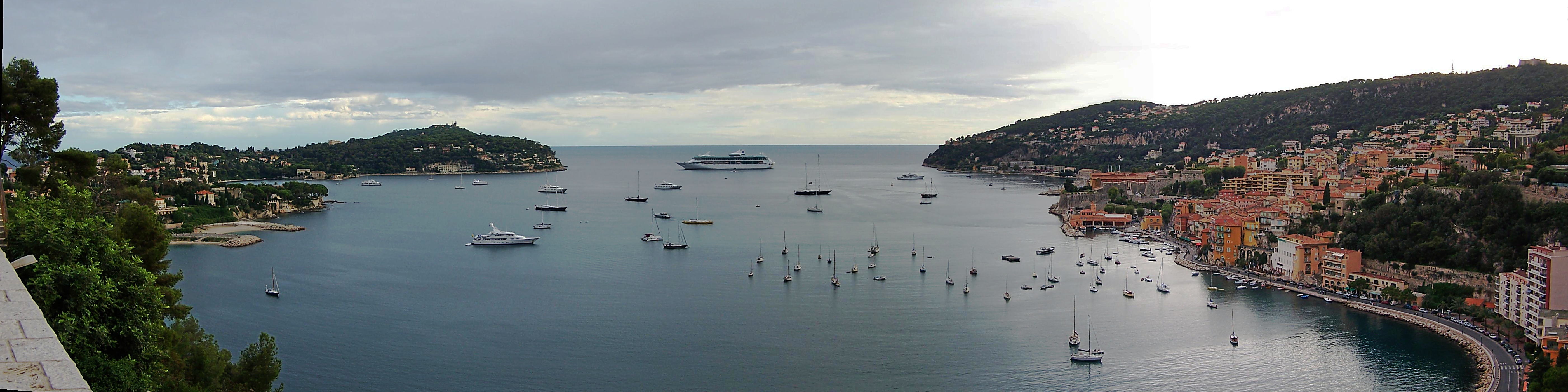
Panorama Cap Ferrat und Villefranche-sur-Mer
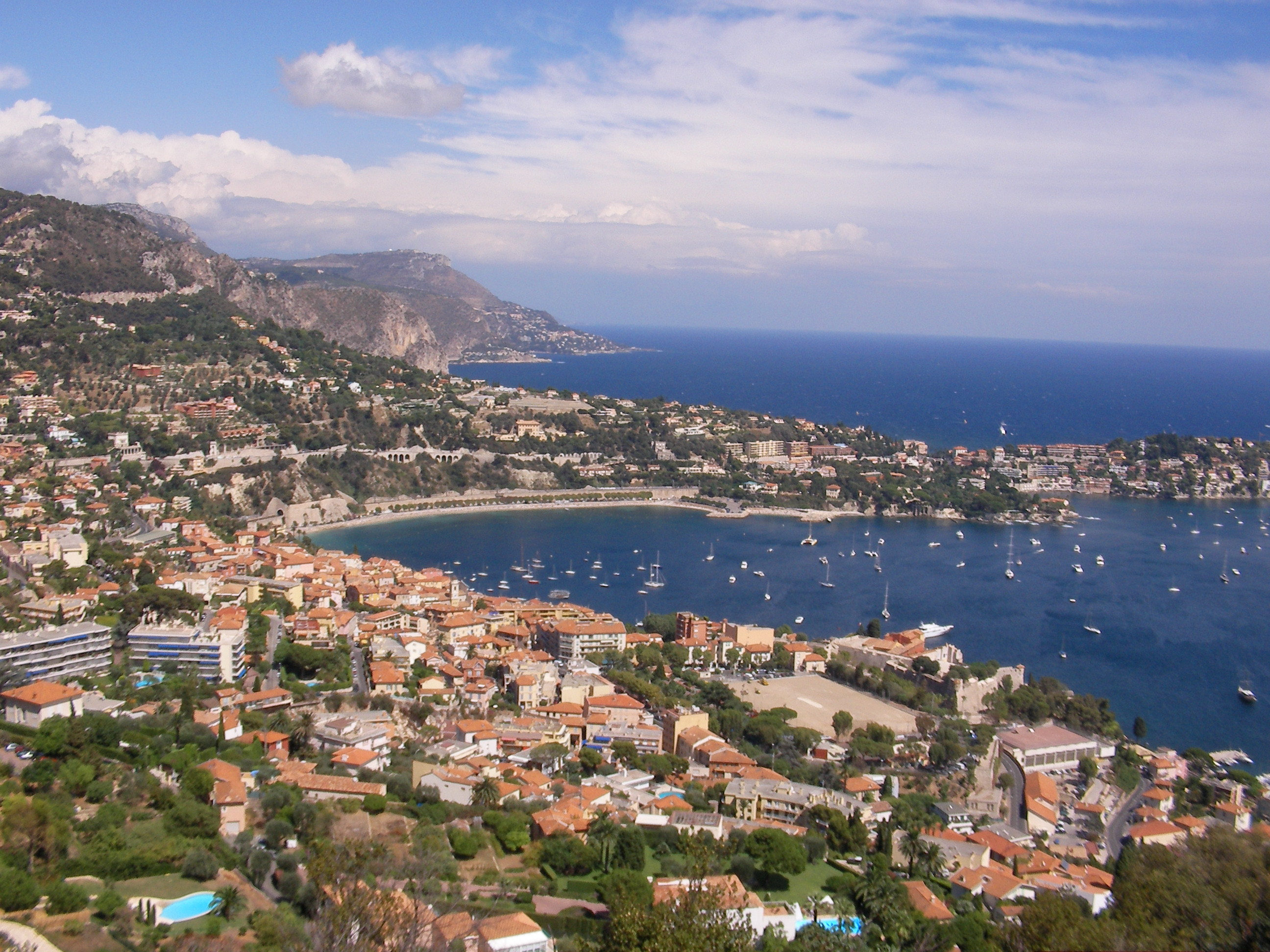
Panorama Villefranche-sur-Mer
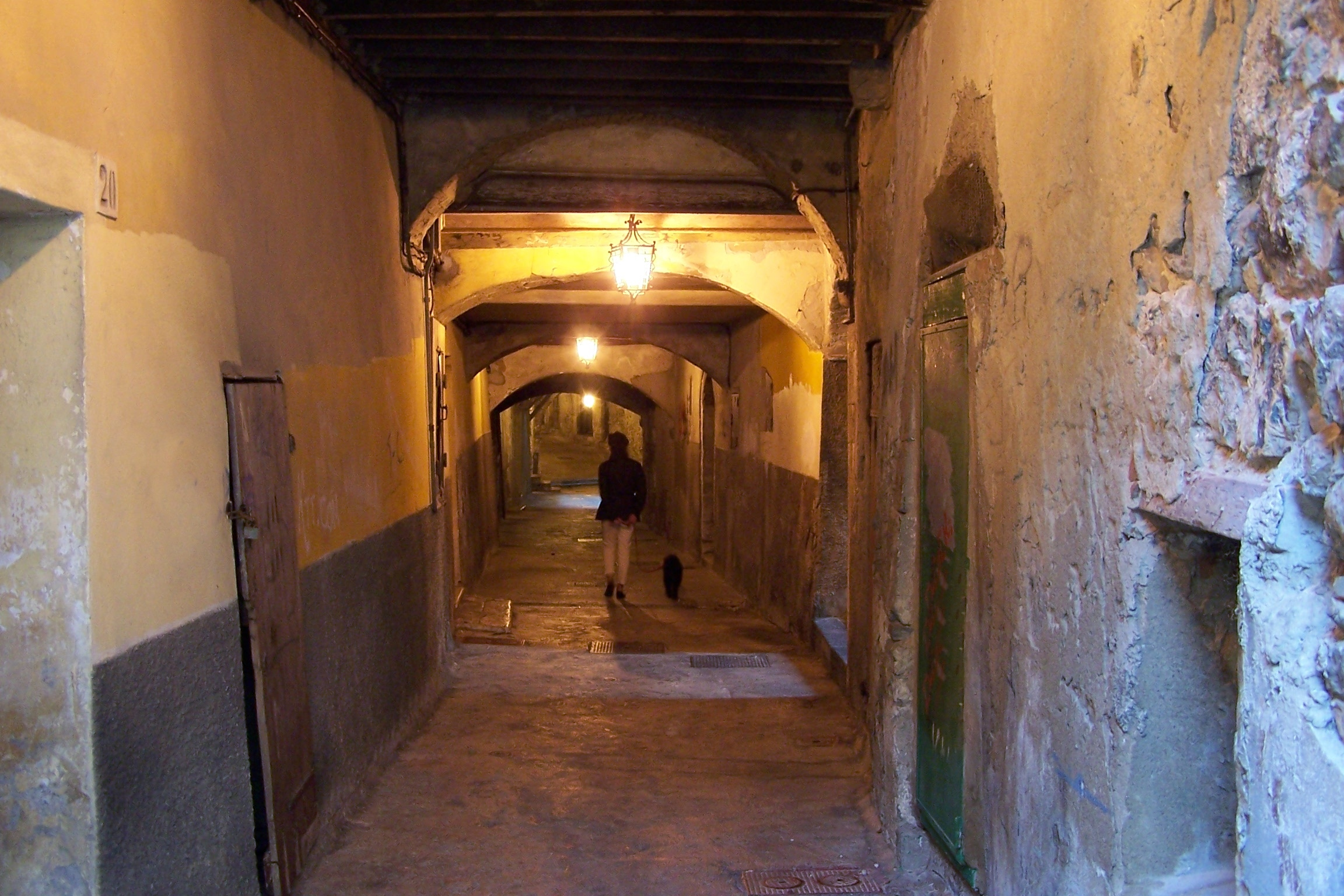
Rue Obscure
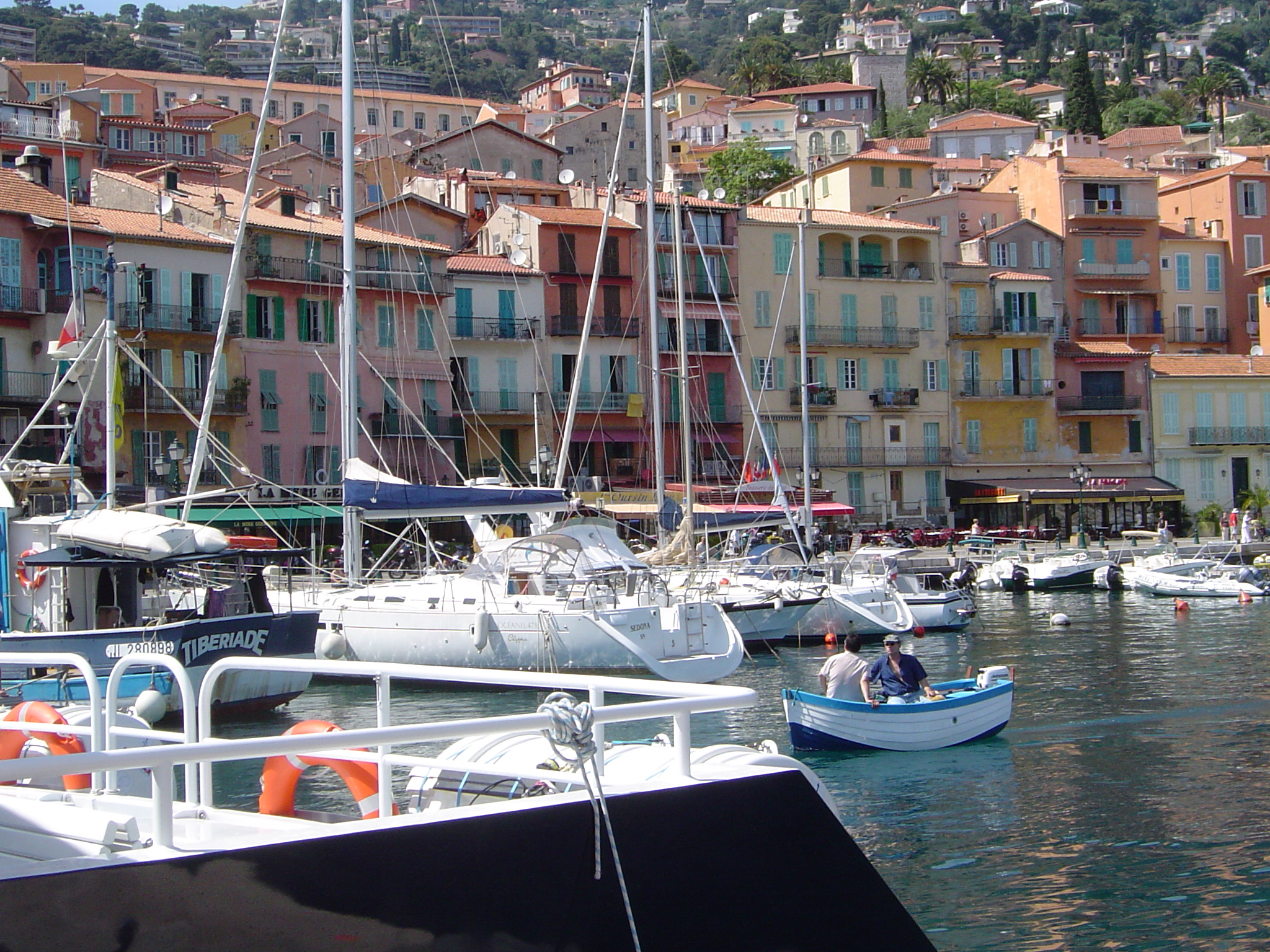
Am Hafen von Villefranche-sur-Mer
Meeresbucht vor Villefranche-sur-Mer von Cap Ferrat aus fotografiert